# Summer World University Games 2025/Teilnehmer (Gambia)
| Gelbes Symbol für Goldmedaillen mit stilisierten Olympischen Ringen | Graues Symbol für Silbermedaillen mit stilisierten Olympischen Ringen | Braundes Symbol für Bronzemedaillen mit stilisierten Olympischen Ringen |
| ------------------------------------------------------------------- | --------------------------------------------------------------------- | ----------------------------------------------------------------------- |
| —                                                                   | —                                                                     | —                                                                       |

Gambia nahm an den Summer World University Games 2025 vom 16. bis zum 27. Juli mit einer Athletin teil.

## Teilnehmer nach Sportarten

### Taekwondo
| Frauen                     |                   |          |     |               |               |               |               |               |               |               |               |    |
| Maria Sainabou Marchlinski | Kyorugi bis 62 kg | P. Frois | 0:2 | ausgeschieden | ausgeschieden | ausgeschieden | ausgeschieden | ausgeschieden | ausgeschieden | ausgeschieden | ausgeschieden | 17 |